# Botič
La Botič est une rivière de Tchéquie d'une longueur de 33,4 km. Elle est un affluent de la Vltava et donc un sous-affluent de l'Elbe.

## Traduction
- (en) Cet article est partiellement ou en totalité issu de l’article de Wikipédia en anglais intitulé « Botič » (voir la liste des auteurs).